# Aniela Aszpergerowa

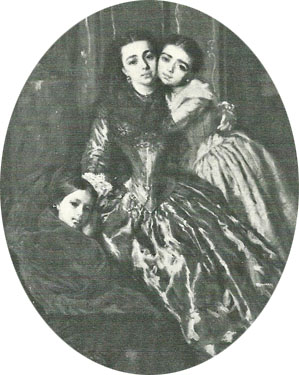
Aszpergerowa și cele două fiice ale ei, ca. 1850

Leontyna Aniela Aszpergerowa (n. 27 noiembrie 1816, Varșovia, Imperiul Rus – d. 29 ianuarie 1902, Lemberg, Regatul Galiției și Lodomeriei, Austro-Ungaria), cunoscută profesional ca Aniela Aszpergerowa, a fost o actriță de teatru poloneză care a devenit faimoasă în Polonia și în fostul Mare Ducat al Lituaniei. De asemenea, a luat parte la Insurecția poloneză din Ianuarie împotriva Rusiei imperiale din 1863 și a fost trimisă la închisoare. Strănepotul ei este actorul și regizorul de teatru englez John Gielgud.

## Carieră
Aszpergerowa s-a născut la Varșovia, ca fiică a Mariei Wasińska și a lui Stefan Kamiński din Bolimów⁠(d). Ea și-a început cariera la Direcția Teatrului din Varșovia (Warszawskie Teatry Rządowe) în 1835 în comedia Gelosul îndrăgostit (Zazdrośni w miłości). Un an mai târziu a apărut pe scena teatrului din Vilnius. Apoi, a lucrat la Minsk, Lituania, unde s-a căsătorit cu actorul Wojciech Aszperger. În jurul anului 1840, cei doi s-au mutat la Varșovia și, la scurt timp după aceea, la Liov, Regatul Galiției, unde a devenit faimoasă. Ea a fost una dintre cele mai cunoscute actrițe din perioada sa atât în Polonia cât și în fostul Mare Ducat al Lituaniei și a fost asociată în special cu teatrul din Liov, unde a activat mai bine de jumătate de secol.
Ea a jucat la Teatrul Skarbkowskiego (acum Teatrul Maria Zankovețka) în timpul deschiderii sale (1842) în piesa Jurăminte de copilă (Śluby panieńskie) de Aleksander Fredro (ca Angela și Klara). În ultima punere în scenă, în 1900, ea a stat într-una dintre boxe ca invitată de onoare. După câțiva ani, la Liov, Aszpergerowa s-a despărțit  de soțul ei, care s-a întors la Varșovia. A fost o actriță versatilă, care a apărut în multe teatre și pe scene din străinătate, inclusiv la Berlin, Viena și Londra. Ea a fost descrisă ca fiind stilată, „grațioasă și elegantă”. Repertoriul ei a inclus roluri melodramatice, precum și tragedii, comedii și piese contemporane. A jucat în dramele lui William Shakespeare (ca Ophelia în Hamlet; Mary Stuart; Lady Macbeth), Juliusz Słowacki (Balladyna) și Aleksander Fredro (ca Angela și Klara în Jurăminte de copilă). Repertoriul ei s-a concentrat mai mult pe tragedii de-a lungul anilor și a continuat să joace până în 1896. Actrița Helena Modrzejewska a recunoscut-o ca fiind un mentor important al acesteia.

## Activități politice
Aszpergerowa s-a implicat în activitatea politică și în mișcarea pentru drepturile femeilor. Ea a luat parte la Insurecția poloneză din Ianuarie împotriva Rusiei imperiale în 1863; a fost arestată în 1884 și condamnată la un an de închisoare pentru sprijinirea independenței Poloniei. După eliberare, a locuit o perioadă în Cracovia unde s-a întors după pensionare.

## Familia și deces
Aszpergerowa a fost străbunica lui John Gielgud. El a descris-o drept „cea mai mare actriță shakespeariană din toată Lituania”. Soțul ei, Wojciech, a fost și un celebru actor distribuit în roluri principale. Au avut două fiice, Waleria (Valerie) și Aniela Leontyna, cea din urmă s-a căsătorit cu Adam Gielgud, care s-a născut pe mare în timpul zborului părinților săi din Polonia după răscoala eșuată împotriva stăpânirii ruse din 1830. Fiul lor Frank s-a căsătorit cu fiica lui Kate Terry⁠(d), Kate Terry-Lewis.
Ea a murit la vârsta de 86 de ani, iar la înmormântarea ei a participat o mulțime mare de oameni.